# Pierre-Augustin Moncousu
 (décembre 2014).
Pierre-Augustin Moncousu, né le 26 août 1756 à Bauné en Anjou et mort au combat lors de la bataille d'Algésiras le 6 juillet 1801, est un officier de marine français.

## Biographie

### Famille
Fils de Pierre Moncousu et de Michèle Liçois, il épouse la fille d'un capitaine nantais nommé Le Ray. Elle meurt moins d'un an avant son mari, au moment où celui-ci reçoit sa dernière affectation. Leurs quatre jeunes enfants (l'aîné a six ans) deviennent orphelins en peu de temps. L'administration de Napoléon Bonaparte se charge d'eux.
Son fils aîné, également nommé Pierre-Augustin Moncousu, entre au Prytanée militaire et au lycée de Rennes et de Nantes, récemment créés par une loi de Napoléon Bonaparte. Il intègre à son tour la marine en 1811. Jeune enseigne en 1815, il tente par fidélité à l'empereur de faire passer Napoléon de Rochefort vers les États-Unis, après la défaite de Waterloo. À la suite de cela, il est radié de la marine avec le retour de la royauté.

### Carrière
Il débute en tant que matelot à 17 ans en 1773. Il fait partie de l'expédition menée par Yves Joseph de Kerguelen dans les terres australes. Il est premier pilote à bord du lougre Le chasseur en 1776 où il se fait remarquer en prenant l'abordage de l'ennemi.
Désormais jeune officier en 1779, il navigue à bord du cutter de la marine royale l'Expédition. Lors de la guerre d'indépendance des États-Unis, on le retrouve sur ce navire en soutien à Charles Louis du Couëdic lors du combat de la frégate la Surveillante contre le HMS Quebec.

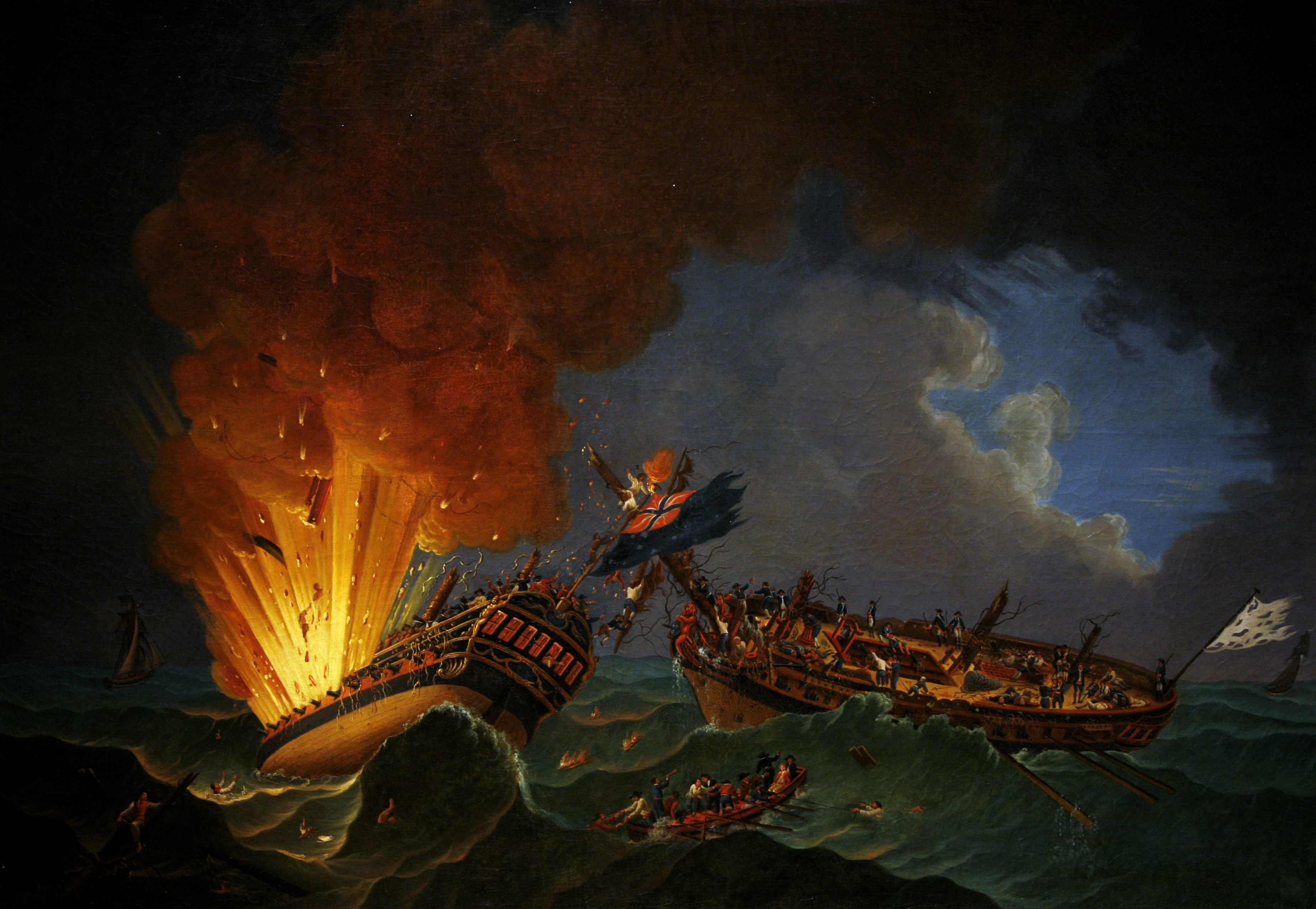
Le combat de la frégate la Surveillante contre le HMS Quebec, le 6 octobre 1779.

Malgré ces faits d'armes, l'avancement est à cette époque donné prioritairement aux fils de familles nobles plutôt qu'aux marins démontrant du courage et du talent. Moncousu choisit de quitter la marine royale et devient capitaine dans la marine marchande en 1781. Il commande alors plusieurs navires inscrits au port de Nantes. Dont le Chérubin, armé par Jean Peltier Dudoyer en 1785, avec 213 Noirs, achetés sur la côte d'Angole (entre l'Angola et la République du Congo actuels) puis vendus à Saint-Marc (Saint-Domingue). Et le Courrier de Saint-Marc en Angole en 1788 et à Saint-Marc en 1789.
Alors qu'il se trouve en escale aux Antilles, la guerre avec l'Angleterre le rappelle en 1793 au sein de la marine de la République. Il reçoit des mains du ministre Gaspard Monge ses nouveaux ordres.
Nommé capitaine de vaisseau en 1794, il prend le commandement du navire Le Redoutable, navire duquel fut tiré plus tard le coup mortel à l'amiral Nelson.
Moncousu prend ensuite part à la bataille de Groix en 1795 puis à la première expédition d'Irlande en 1796.
Officier expérimenté, il prend à Brest en 1800 le commandement du vaisseau à 3 ponts Le Républicain puis de l'Indomptable, son ultime navire. Il est de fait chef de division.
Il est tué au combat, atteint à la tête, lors de la bataille d'Algésiras le 6 juillet 1801, alors qu'il commande L'indomptable.

## Hommages
En souvenir de sa bravoure, la ville de Nantes a donné son nom à un quai du centre-ville, situé sur l'île Gloriette. On trouve son nom sur les actes de naissance de nombreux Nantais car le pavillon de la mère et de l'enfant du CHU de Nantes est situé à cette adresse.

### Sources
- Édouard Pied, Notices sur les rues de Nantes
- Mellinet, Extrait inédit de la commune et de la milice de Nantes.
- États de services des Capitaines 1785-1796 C 1402, AD de Loire-Atlantique.